# Nora Kaye
Nora Kaye (nata Nora Koreff; Brooklyn, 17 gennaio 1920 – Los Angeles, 28 febbraio 1987) è stata una ballerina, coreografa e produttrice cinematografica statunitense nota per la sua abilità nell'interpretazione di ruoli drammatici. Chiamata la Duse della danza dal nome della grande attrice Eleonora Duse, ha anche lavorato in film come coreografa e  produttrice cinematografica e si è esibita a Broadway.

## Vita privata
Nora Kaye nacque Nora Koreff a Brooklyn, New York, figlia di genitori ebrei russi immigrati, Louise (1895-1973) e Gregory Joseph Koreff (1893-1976). In seguito cambiò il suo cognome in Kaye.

## Carriera
Nel 1936 entrò nella School of American Ballet, diretta da George Balanchine. Successivamente  diventò membro del corpo di ballo della Radio City Music Hall e ha ballato in diverse produzioni di Broadway, tra cui Giselle (1941), Pillar of Fire di Antony Tudor (1946) e Two's Company (1952), una rivista con Bette Davis. Ha lavorato come assistente ai musical I Can Get It for You Wholesale (1962), Tovarich (1963) e On a Clear Day You Can See Forever (1965).
Il matrimonio di Kaye con Isaac Stern nel novembre del 1948 terminò con il divorzio l'anno seguente. Ha sposato il regista, produttore, coreografo e attore Herbert Ross nell'agosto del 1959. La coppia ha collaborato a diversi progetti cinematografici, tra cui Goodbye, Mr. Chips (1969), The Last of Sheila (1973), Funny Lady e The Sunshine Boys (entrambi del 1975) e The Seven-Per-Cent Solution (1976). Il drammaturgo e sceneggiatore Arthur Laurents ha affermato nella sua autobiografia Original Story By (2000) che lui e la Kaye ebbero una relazione romantica occasionale dopo la sua espulsione dall'esercito degli Stati Uniti nel 1946.
Tra i film di sua produzione troviamo The Turning Point (1977), Nijinsky (1980), Pennies from Heaven (1981) and The Secret of My Succe$s (1987).

## Morte
Nora Kaye morì di cancro a Los Angeles all'età di 67 anni ed è sepolta con suo marito Herbert Ross nel cimitero del Westwood Village Memorial Park a Los Angeles. Sulla loro lapide c'è scritto "Si amavano".